# Тихоокеанські острови

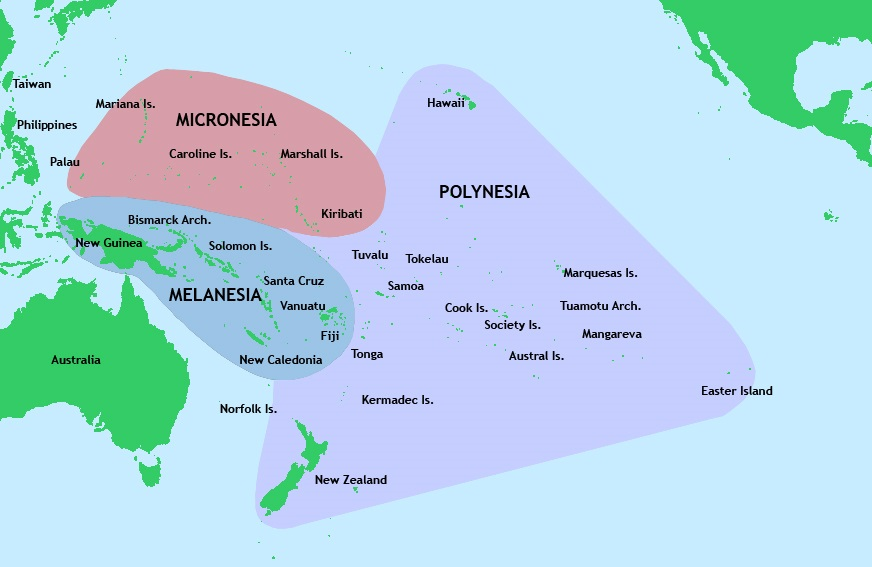
Три найбільші групи островів у Тихому океані.

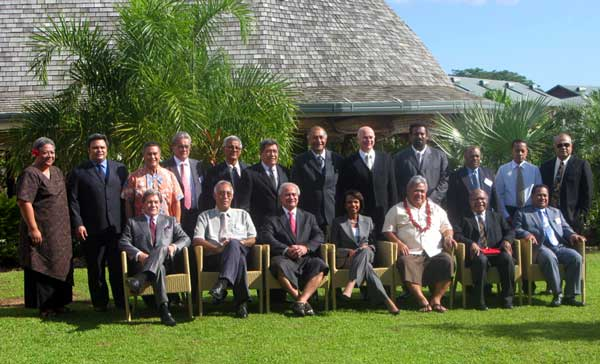
Лідери країн, членів Форуму тихоокеанських островів, на зустрічі в Самоа з колишнім держсекретарем США Кондолізою Райс (сидить, у центрі), 26 липня 2008 р.

Тихоокеанські острови (англ. Pacific Islands, фр. Îles du Pacifique) — багатозначний термін, який охоплює сукупність від 20 до 30 тисяч островів, розташованих у Тихому океані. Тихоокеанські острови лежать південніше тропіка Рака і належать переважно до Океанії, а також, в залежності від різних оцінок — до Малайського та Філіппінського архіпелагів.
Острови Тихого океану, розташовані північніше тропіка Раку (як групи, такі як Японський архіпелаг чи Алеутські острови, так і окремі острови, такі як Ванкувер, Тайвань чи Сахалін) зазвичай не включаються до Тихоокеанських островів.

## Термінологія
Якщо термін «острови Тихого океану» охоплює усі острови, що лежать в межах Тихого океану, то термін «Тихоокеанські острови» з історичних причин має кілька різних значень.
Іноді він використовується лише для позначення островів, що розташовані в межах геополітичній території, що отримала назву Океанія. При цьому важливо розуміти, що є багато інших островів, розташованих у Тихому океані, які не вважаються частиною Океанії. Серед них еквадорські Галапагоські острови, американські Алеутські острови біля Аляски, канадський острів Ванкувер, російські острови Сахалін та Курили, острів Тайвань (Формоза) Китайської республіки, та острови Китайської Народної Республіки, такі як Хайнань, а також острови Малайського, Філіппінського та Японського архіпелагів.
В інших випадках термін «Тихоокеанські острови» може позначати сукупність островів Тихого океану, населених народами австронезійського походження, спільні предки яких жили в субтропічних прибережних районах нинішнього Китаю. В цьому випадку, крім островів Океанії, до Тихоокеанських островів також відносять Тайвань, острови Малайського та Філіппінського архіпелагів.
В деяких випадках термін «Тихоокеанські острови» використовується для позначення островів в Тихому океані, які раніше були колонізовані англійцями, французами, іспанцями, португальцями, голландцями, японцями чи Сполученими Штатами. Приклади включають Борнео, острови Піткерн і Тайвань (також відомий як Формоза).

## Поділ та класифікація
Більшість тихоокеанських островів на південь від тропіка Рака, за винятком Малайського та Філіппінського архіпелагів, називають Океанією. Острови Океанії традиційно поділяють на три групи згідно з підходом, запропонованим французьким дослідником Жюлем Дюмон-Дюрвілем у 1831 році. Цей поділ базується на антропологічному принципі, відповідно до расового походження корінних мешканців цих островів, зокрема полінезійці належать до монголоїдної раси, меланезійці — до австралоїдної раси, а мікронезійці являють собою суміш цих двох рас.:
- Меланезія (фр. Mélanésie, від грец. μέλας — «чорний» та νῆσοι — «острови», тобто «чорні острови»). Ці острови, населені представниками австралоїдної раси, розташовані південніше екватора, включають Нову Гвінею (найбільший острів у Тихому океані та другий за величиною у світі після Гренландії), Нову Каледонію, Острови Торресової протоки, Вануату, Фіджі та Соломонові Острови;
- Мікронезія (фр. Micronésie від грец. μικρος — «малий» та νῆσοι — «острови», тобто «малі острови»). Ці острови, більшість з яких розташовані північніше екватора і населені змішаним австралоїдно-монголоїдним населенням, включають Північні Маріанські острови, Гуам, Вейк, Палау, Маршаллові Острови, Гілберта та острови Банаба (Кірибаті), Науру та Федеративні Штати Мікронезії, хоча іноді Науру та острів Банаба вказуються окремо від Мікронезії.
- Полінезія (фр. Polynésie грец. πολύ, «багато» та грец. νῆσοι — «острови», тобто «багато островів»). Ці острови, населені австронезійцями, представниками монголоїдної раси, здебільшого розташовані південніше екватора, включають Нову Зеландію, Гавайські острови, Ротума, острови Мідвей, острови Фенікс (Кірибаті), острови Лайн (діляться між Кірибаті та Сполученими Штатами), острови Самоа (діляться між незалежною Самоа та Американським Самоа), Тонга, Тувалу, Острови Кука, Волліс і Футуна, Токелау, Ніуе, Французька Полінезія та острів Пасхи. Полінезія є найбільшою з усіх трьох груп островів Океанії.

Якщо мова йде про острови Тихого океану, населені австронезійськими народами, до вищенаведених груп островів, що утворюють Океанію, додається ще одна:
- Малайський архіпелаг. Цей величезний архіпелаг разом з морями, які утворюють його острова, складає морський ансамбль, що межує з Тихим океаном. Ця острівна територія відокремлена від Індійського океану Тихоокеанським вогняним колом, яке, до того ж, є ідеальною природною межею, як тектонічною (вулкани Суматри, Яви тощо), так і океанографічною (западини Яви та Тимору). Всі острови і моря, розташовані на північ від Тихоокеанського вогняного кола знаходяться вже в тихоокеанському просторі. Таким чином, мореплавець, що йде з Індійського океану, потрапляє до Малайського архіпелагу, як тільки досягає проток, що розділяють Зондські острови. Що стосується Малаккської та Сінгапурської проток, розташованих на північ від Вогняного кільця, то вони потрапляють у зону Тихого океану. Те саме стосується островів Суматра та Ява.

За іншим принципом Тихоокеанські острови розділяють на дві групи: вулканічні («високі») острови та коралові («низькі») острови. Вулканічні, або «високі» острови, утворені вулканами, зазвичай можуть забезпечувати природними ресурсами більшу кількість населення та мають більш родючі ґрунти. Низькі острови є рифами або атолами, вони відносно невеликі та малородючі. Меланезія, найбільш населений з цих трьох регіонів, складається в основному з вулканічних островів, тоді як більшість островів Мікронезії та Полінезії є кораловими островами.
У 1970-х роках австралійський лінгвіст Ендрю Паулі та новозеландський археолог Роджер Грін запропонували інший поділ на «ближню» та «далеку» Океанію, заснований на відстані між островами. Острови та території, доступні протягом дня навігації, відносяться дл «ближньої» Океанії, тоді як ті, що вимагають майстерності морської навігації вночі, з кількома днями або тижнями подорожі, є частиною «далекої» Океанії. Це острови, які були заселені пізніше.
Загальноприйняте біогеографічне визначення включає острови з океанічною геологією, які лежать у межах Меланезії, Мікронезії, Полінезії та східної частини Тихого океану (також відомої як південно-східна частина Тихого океану). Зазвичай їх вважають «Тихоокеанськими тропічними островами».
У 1990-х роках екологи Дітер Мюллер-Домбуа та Фредерік Реймонд Фосберг розділили Тихоокеанські тропічні острови на наступні групи:

### Західна Меланезія
- Архіпелаг Бісмарка та інші острови на схід від Нової Гвінеї
- Бугенвіль і острів Бука
- Соломонові острови

### Східна Меланезія
- Острови Санта-Крус
- Вануату
- Нова Каледонія
- Фіджі

### Субтропічні острови в регіоні Австралії та Нової Зеландії
- Острів Лорд Хоу
- Острів Норфолк

### Мікронезія
- Острови Бонін і Вулканові острови
- Мінамі-Торісіма
- Північні Маріанські острови
- Південні Маріанські острови
- Каролінські острови
- Науру і Банаба
- Острів Вейк
- Маршаллові острови
- Острови Гілберта (Кірибаті)

### Центральна Полінезія
- Атол Джонстон
- Острови Фенікс
- Острови Лайн
- Острів Хауленд, острів Бейкер, острів Джарвіс, острів Малден і острів Старбак
- Тувалу, Токелау та північні острови Кука (Пукапука, Нассау, Ракаханга, Маніхікі, Пенрін, Суворова та Палмерстон)

### Західна Полінезія
- Тонга
- Самоа
- Волліс і Футуна
- Ніуе

### Східна Полінезія
- Решта Островів Кука
- Острови Австралії
- Острови Товариства
- Архіпелаг Туамоту та острови Піткерн
- Острів Пасхи та Салас-і-Гомес
- Маркізькі острови

### Північна Полінезія
- Гавайські острови

### Океанічні острови східної частини Тихого океану
- Острови Ревільяхіхедо
- Острів Кокос і острів Мальпело
- Острів Кліппертон
- Галапагоські острови
- Острови Десвентурадас
- Острови Хуан-Фернандес

## Список найбільших островів, розташованих в Тихому океані
Острови, розташовані в Тихому океані (включаючи Малайський архіпелаг та острови північних морів), площа яких перевищує 10 тис. км 2.
| Назва            | Площа (км2) | Країна / Країни                | Населення   | Щільність населення | Частина світу    | Субрегіон               |
| ---------------- | ----------- | ------------------------------ | ----------- | ------------------- | ---------------- | ----------------------- |
| Нова Гвінея      | 785,753     | Індонезія та Папуа Нова Гвінея | 15 000 000  | 20                  | Океанія          | Меланезія               |
| Борнео           | 743 330     | Індонезія                      | 23 386 530  | 32                  | Азія             | Південно-Східна Азія    |
| Суматра          | 473 481     | Індонезія                      | 59 000 000  | 125                 | Азія             | Південно-Східна Азія    |
| Хонсю            | 227,960     | Японія                         | 103 000 000 | 452                 | Азія             | Східна Азія             |
| Сулавесі         | 174,600     | Індонезія                      | 18 455 000  | 106                 | Азія             | Південно-Східна Азія    |
| Південний острів | 150,437     | Нова Зеландія                  | 2 135 500   | 8                   | Океанія          | Австралазія / Полінезія |
| Ява              | 124 413     | Індонезія                      | 151 600 000 | 1219                | Азія             | Південно-Східна Азія    |
| Північний острів | 113,729     | Нова Зеландія                  | 4 749 200   | 33                  | Океанія          | Австралазія / Полінезія |
| Лусон            | 109,965     | Філіппіни                      | 48 520 000  | 441                 | Азія             | Південно-Східна Азія    |
| Мінданао         | 104,530     | Філіппіни                      | 25 281 000  | 242                 | Азія             | Південно-Східна Азія    |
| Тасманія         | 90,758      | Австралія                      | 514 700     | 6                   | Океанія          | Австралазія             |
| Хоккайдо         | 77,981      | Японія                         | 5 474 000   | 70                  | Азія             | Східна Азія             |
| Сахалін          | 72,493      | Росія                          | 580 000     | 8                   | Азія             | North Asia              |
| Тайвань          | 35,883      | Республіка Китай               | 23 000 000  | 641                 | Азія             | Східна Азія             |
| Кюсю             | 35,640      | Японія                         | 13 231 000  | 371                 | Азія             | Східна Азія             |
| Нова Британія    | 35,145      | Папуа Нова Гвінея              | 513 926     | 15                  | Океанія          | Меланезія               |
| Хайнань          | 33 920      | Китай                          | 8 671 518   | 256                 | Азія             | Східна Азія             |
| Ванкувер         | 31,285      | Канада                         | 759 366     | 24                  | Північна Америка | Північна Америка        |
| Тимор            | 30,777      | Індонезія, Східний Тимор       | 3 183 000   |                     | Азія             | Південно-Східна Азія    |
| Сікоку           | 18,800      | Японія                         | 4 141 955   | 220                 | Азія             | Східна Азія             |
| Хальмахера       | 17,780      | Індонезія                      | 449 938     |                     | Азія             | Південно-Східна Азія    |
| Серам            | 17 100      | Індонезія                      | 434 113     |                     | Азія             | Південно-Східна Азія    |
| Нова Каледонія   | 16,648      | Нова Каледонія (Франція)       | 208 709     | 12.5                | Океанія          | Меланезія               |
| Сумбава          | 15 448      | Індонезія                      | 1 330 066   |                     | Азія             | Південно-Східна Азія    |
| Флорес           | 15 175      | Індонезія                      | 1 831 000   |                     | Азія             | Південно-Східна Азія    |
| Негрос           | 13 328      | Філіппіни                      | 4 194 525   |                     | Азія             | Південно-Східна Азія    |
| Самар            | 13 080      | Філіппіни                      | 1 783 690   |                     | Азія             | Південно-Східна Азія    |
| Палаван          | 12,189      | Філіппіни                      | 430 000     | 35.3                | Азія             | Південно-Східна Азія    |
| Банка            | 11 910      | Індонезія                      | 960 692     |                     | Азія             | Південно-Східна Азія    |
| Панай            | 11 515      | Філіппіни                      | 3 501 560   |                     | Азія             | Південно-Східна Азія    |
| Сумба            | 11 153      | Індонезія                      | 685 184     |                     | Азія             | Південно-Східна Азія    |
| Гаваї            | 10,434      | Сполучені Штати америки        | 185 079     | 17.7                | Океанія          | Полінезія               |
| Віті-Леву        | 10,388      | Фіджі                          | 600 000     | 57.0                | Океанія          | Меланезія               |

## Історія

### Заселення

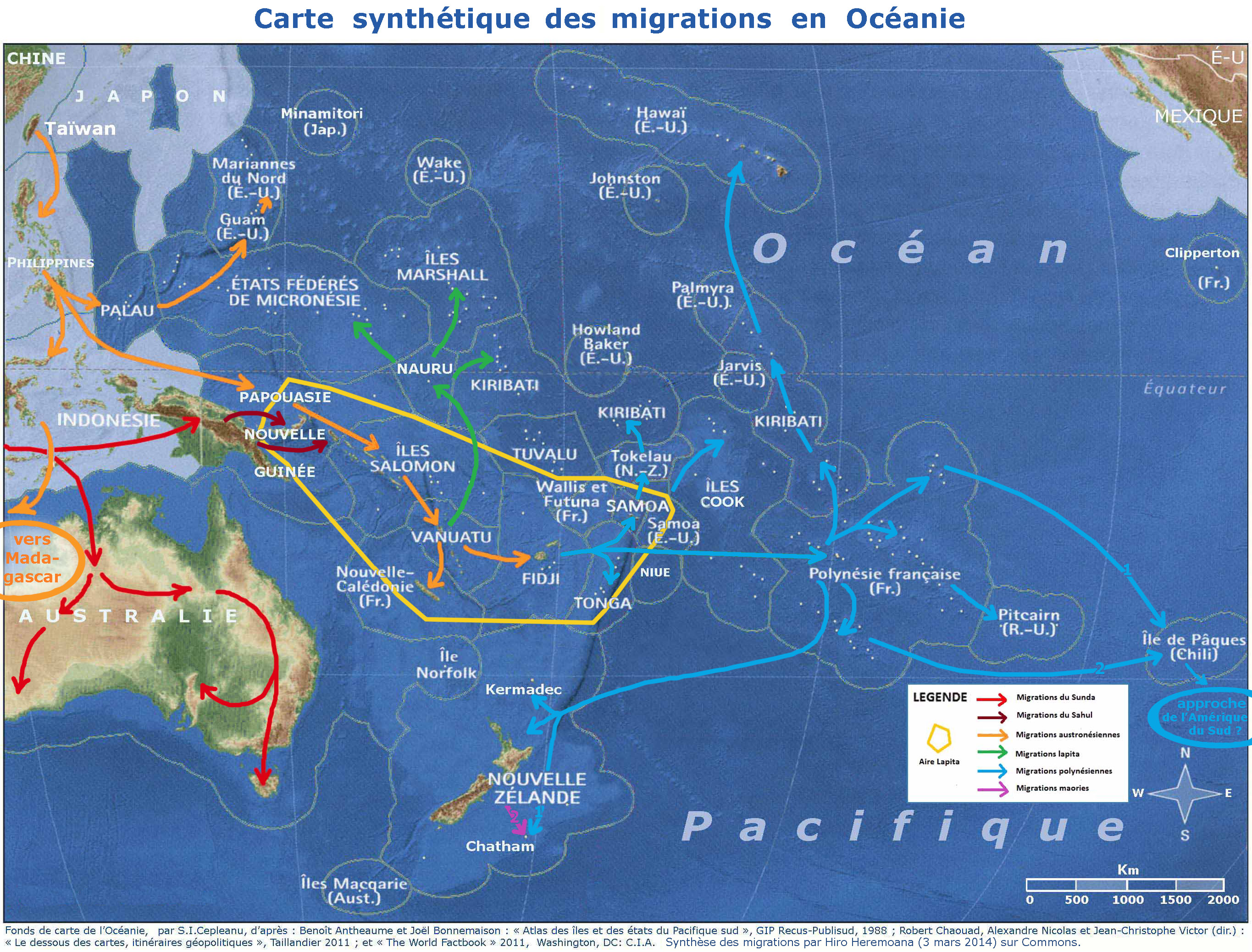
Міграційні рухи по колонізації різних островів Тихого океану.

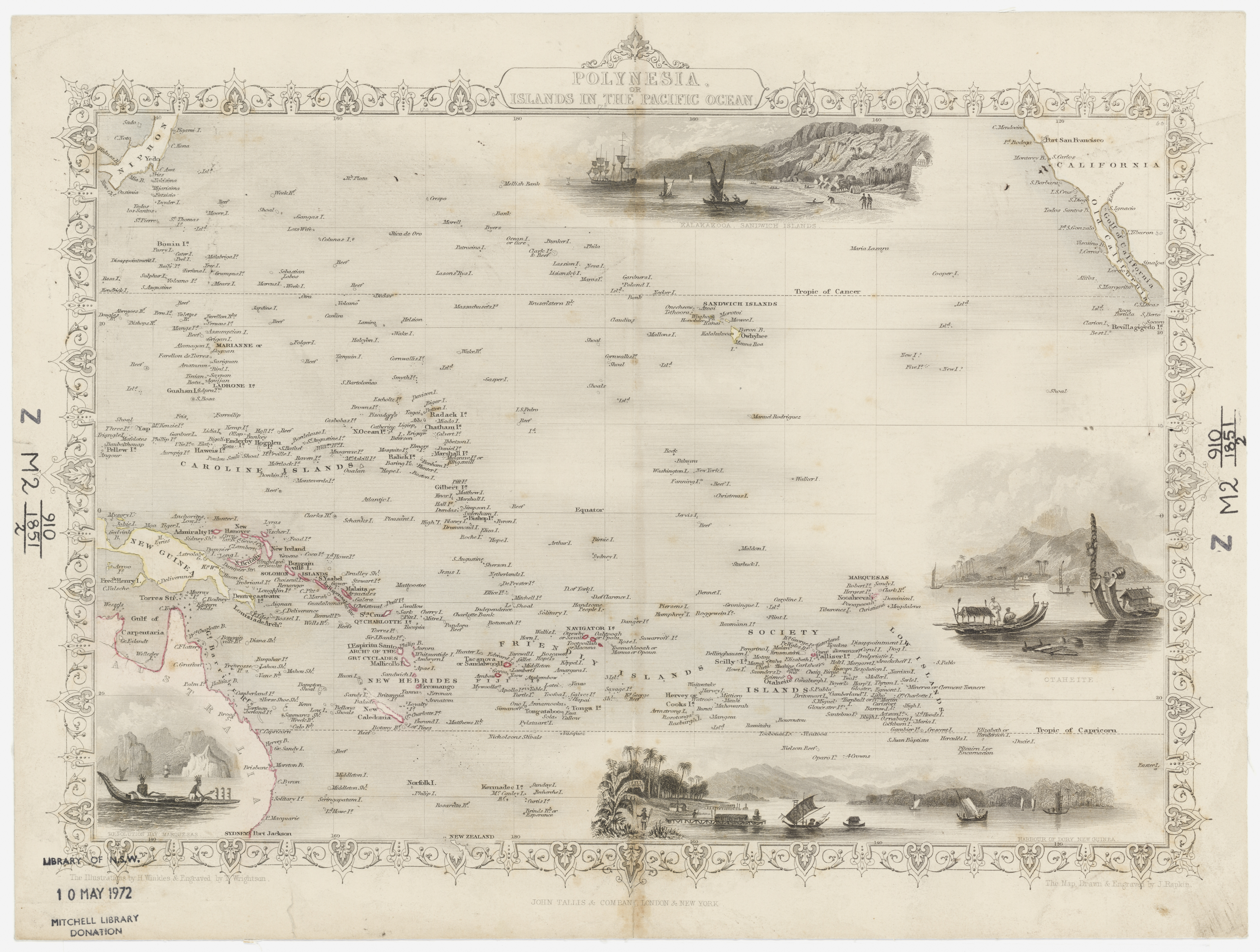
Карта Тихого океану 1851 року з колоніальними назвами окремих островів.

Тихоокеанські острови були заселені під час двох окремих великих хвиль колонізації. Під час першої, 50—70 тис. років тому мисливці-збирачі австралоїдної раси з материкової Азії заселили Малайський архіпелаг, який тоді складався з частини материкової суші на Зондському шельфі та островів Воллесії. Звідти ці Homo sapiens заселили сусідній континент Сахул (що натоді складався з сучасних Нової Гвінеї, Австралії та низки прилеглих островів Меланезії) та прилеглі острови Океанії.

Розповсюдження австронезійських народів, зокрема по островам Тихого океану, де вони сформували культуру Лапіта.

Друга хвиля розселення відбулась набагато пізніше, приблизно 6 тис. років до нашої ери. Під час неї монголоїди австронезійці з півдня Китаю переселились на Тайвань. Близько 2500 р до н. е. відбуваються подальші міграції австронезійців з Тайваню на острови Філіппінського архіпелагу, відтак з Філіппін на північ Борнео, на Сулавесі, в Тимор і звідти на інші острови Малайського архіпелагу. Близько 1500 р. до н. е. наступна міграція австронезійців поширюється з Малайського архіпелагу до Нової Гвінеї, Меланезії та інших островів Тихого океану. Ці австронезійці, що колонізували «далеку Океанію», де острови знаходяться на відстані кількох днів плавання на австронезійських проа (каное з аутригером), поступово формують особливу спільну культуру — культуру Лапіта.
Культура Лапіта займає територію, що простягається від архіпелагу Бісмарка на заході до островів Тонга і Самоа на сході. Під час I тисячоліття до н. е. вони формують те, що деякі науковці називають «родове полінезійське суспільство», яке розмовляє однією протополінезійською мовою і утворює спільну культуру.

### Європейська колонізація

Колонії та зони впливу «Великих держав» в Азії та західній частині Тихого океану близько 1914 року.

У XVI столітті європейські мореплавці почали досліджувати Тихий океан і відкривати деякі з його островів. Ці дослідження посилилися в XVII і особливо в XVIII століттях.
У XIX столітті католицькі та протестантські місіонери вирушили на ці острови, щоб навернути їх тубільців до християнської релігії, часто конкуруючи між собою за віросповіданням і країною походження.

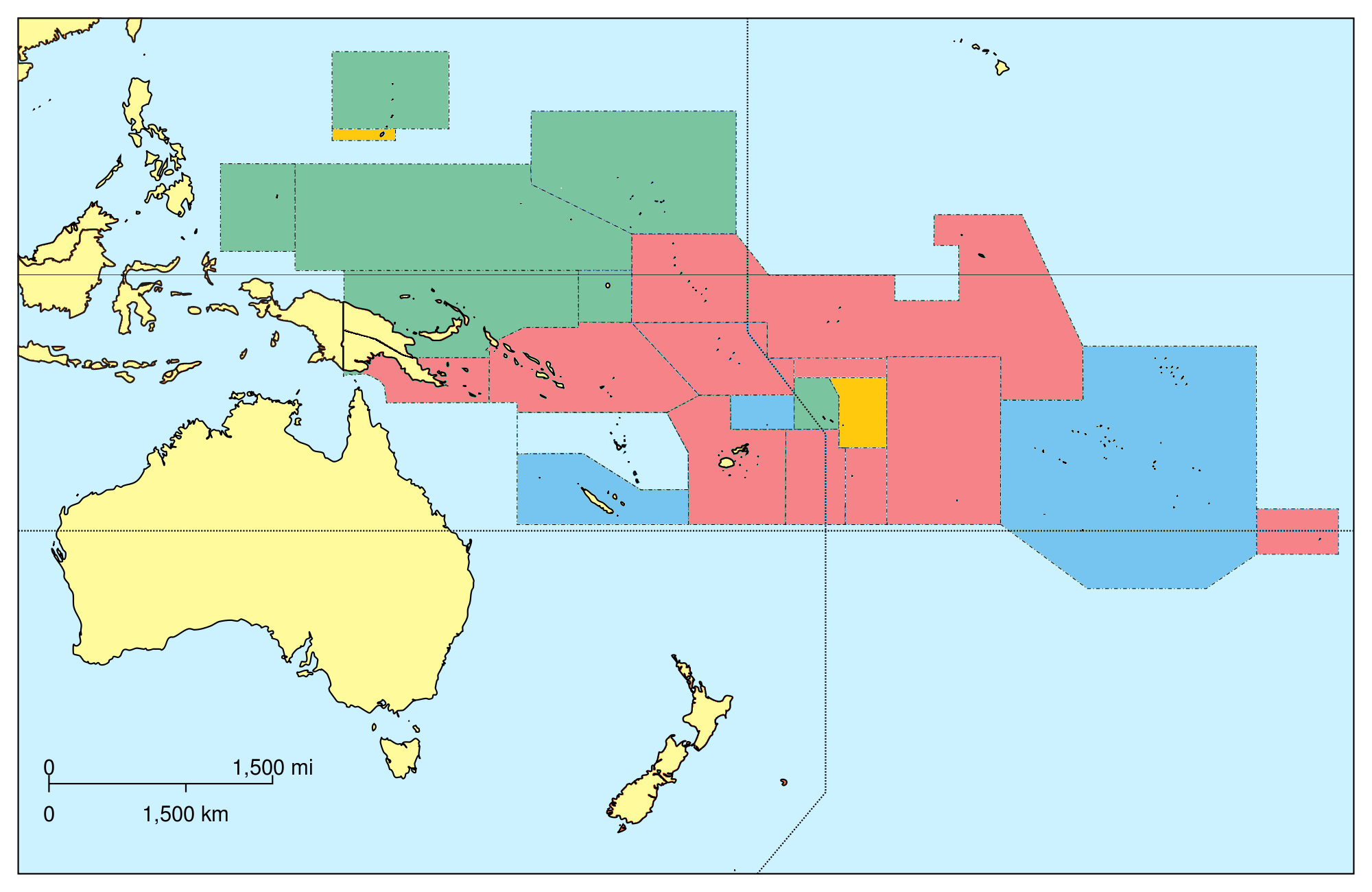
Колоніальна Океанія в 1914 році. Кольорами позначені колонії: Блакитним — Франції, Червоним — БританіїЗеленим — НімеччиниПомаранчевим — США

Більшість тихоокеанських островів були колонізовані європейцями або включені до західних протекторатів: Іспанія, Франція, Великобританія, Нідерланди, Німеччина, США привласнили багато територій Океанії. Деякі острови завойовуються військовою силою, тоді як на інших колоніальна присутність зменшується. Деякі території є предметом суперечок між кількома європейськими колоніальними державами.

## Організації співпраці
У 1948 році за ініціативою Австралії було створено Південно-Тихоокеанську комісію, яка потім стала Тихоокеанським співтовариством. Він об'єднує колоніальні держави з територіями в Тихому океані: Австралія, Франція, Великобританія, Нідерланди, Нова Зеландія та Сполучені Штати. Під впливом Франції ця комісія забороняє будь-яке втручання у внутрішні політичні справи, щоб уникнути будь-якої критики колонізації чи дискусій про можливу незалежність колонізованих островів. У 1950-х роках усі тихоокеанські острови все ще перебували під контролем західних колоніальних держав.
В 1960-х роках починається рух по здобуттю незалежності, і після утворення незалежних країн, вони поступово приєднуються до Південно-Тихоокеанської комісії: Самоа в 1962 році, Науру в 1969 році, Фіджі в 1971 році, Нова Гвінея в 1975 році, Соломонові острови і Тувалу в 1978 році, Ніуе і Острови Кука в 1980 році. Форум тихоокеанських островів, заснований у 1970 році як Південно-Тихоокеанський форум, є організацією регіонального співробітництва, яка об'єднує 17 незалежних держав і острівних територій в Океанії, але виключає колоніальні держави, такі як Франція, Велика Британія чи Сполучені Штати. Завданням Форуму є, зокрема, можливість протистояти французьким ядерним випробуванням у Тихому океані.
В другій половині XX століття між тихоокеанськими островами було створено кілька організацій по співпраці, що була заснована на ідеї спільної ідентичності та інтересів, які потребували захисту. Так, у 1965 році була створена Асоціація виробників тихоокеанських островів (PIPA), яка об'єднала острови Кука, Фіджі, Тонга, Самоа, Ніуе та острови Гілберта та Елліс. У наступні роки кілька острівних держав створили спільну авіакомпанію Air Pacific, а в 1968 році було засновано Південнотихоокеанський університет.
Бажаючи захистити свою безпеку після Другої світової війни (особливо проти Японії та Китаю), Австралія підписала у 1951 році союзницький договір з Новою Зеландією та Сполученими Штатами, АНЗЮС.
В 1962 році були засновані Тихоокеанські ігри.

## Геополітичні об'єднання Океанії
У книзі 2007 року «Азія на тихоокеанських островах: заміна Заходу» новозеландського тихоокеанського вченого Рона Крокомба розглядається, як фраза «Тихоокеанські острови» політично охоплює Американське Самоа, Австралію, Бонінські острови, Острови Кука, острів Пасхи, Східний Тимор, Федеративні Штати. Мікронезії, Фіджі, Французької Полінезії, Галапагоських островів, Гуаму, Гаваїв, Кермадекських островів, Кірибаті, Острів Лорд-Хау, Маршаллових островів, Науру, Нової Каледонії, Нової Зеландії, Норфолкських островів, Ніуе, Північних Маріанських островів, Палау, Папуа-Нова Гвінея, Острови Піткерн, Самоа, Соломонові Острови, Токелау, Тонга, Тувалу, Вануату, Острови Торресової протоки, Волліс і Футуна, Західна Нова Гвінея та Малі віддалені острови США (острів Бейкер, острів Хауленд, острів Джарвіс, атол Мідуей, атол Пальміра та острів Уейк). Крокомб зазначив, що острів Пасхи, острів Лорд-Хау, острів Норфолк, Галапагоські острови, острови Кермадек, острови Піткерн і острови Торресової протоки наразі не мають геополітичних зв'язків з Азією, але в майбутньому вони можуть мати стратегічне значення в Тихоокеанській Азії. Інше визначення терміну «Тихоокеанські острови», подане в книзі, — це острови, які обслуговує Тихоокеанське співтовариство, раніше відоме як Південно-Тихоокеанська комісія. Це організація розвитку, членами якої є Австралія та вищезгадані острови, які політично не є частиною інших країн. У своїй книзі «Війна в Тихому океані: стратегія та командування» 1962 року американський автор Луї Мортон називає острівні масиви суші Тихого океану «Тихоокеанським світом». Він вважає, що воно охоплює території, які брали участь у Тихоокеанському театрі Другої світової війни. Ці території включають острови Меланезії, Мікронезії та Полінезії, а також Австралію, Алеутські острови, Індонезію, Японію, Філіппіни, острови Рюкю та Тайвань.
З початку XIX століття Австралія та острови Тихого океану були об'єднані географами в регіон під назвою Океанія. Його часто використовують як квазіконтинент, де Тихий океан є визначальною характеристикою. У деяких країнах, таких як Аргентина, Бразилія, Китай, Чилі, Коста-Ріка, Еквадор, Франція, Греція, Італія, Мексика, Нідерланди, Перу, Іспанія, Швейцарія чи Венесуела, Океанія розглядається як справжній континент у тому сенсі, що вона це «одна з частин світу». У своїй книзі «Австралазія» 1879 року британський натураліст Альфред Рассел Воллес зазначив, що «Океанія — це слово, яке часто використовують континентальні географи для опису великого світу островів, до якого ми зараз входимо», і що «Австралія є його центральною та найважливішою рисою». Визначення XIX століття охоплювали регіон, що починається на Малайському архіпелазі та закінчується поблизу Америки. У XIX столітті багато географів поділили Океанію на підрозділи, що базувалися переважно на расовій приналежності; Австралазія, Малайзія (включає Малайський архіпелаг), Меланезія, Мікронезія та Полінезія. У книзі 1995 року «Островні держави Тихого океану» австралійського письменника Стівена Геннінгема стверджується, що Океанія в її найширшому розумінні «включає всі острівні території між Америкою та Азією». У його найширшому можливому використанні він може включати Австралію, Меланезійські, Мікронезійські та Полінезійські острови, Японський і Малайський архіпелаги, Тайвань, Рюкю і Курильські острови, Алеутські острови та окремі острови Латинської Америки, такі як острови Хуан-Фернандес. Острови, що мають геологічні та історичні зв'язки з материковою частиною Азії (наприклад, на Малайському архіпелазі), рідко включаються в поточні визначення Океанії, як і нетропічні острови на північ від Гаваїв. У книзі Джейкоба Пандіана та Сьюзан Парман The Making of Anthropology: The Semiotics of Self and Other in the Western Tradition 2004 року стверджується, що «дехто виключає з Океанії нетропічні острови, такі як Рюкю, Алеутські острови та Японія, а також такі острови, як Формоза, Індонезія та Філіппіни, які тісно пов'язані з материковою Азією. Інші включають Індонезію та Філіппіни з центром Океанії».
Певні антропологічні визначення обмежують Океанію ще більше, включаючи лише острови, які культурно належать до Меланезії, Мікронезії та Полінезії. Навпаки, Британська енциклопедія вважає, що термін Тихоокеанські острови набагато більше синонімічний Меланезії, Мікронезії та Полінезії, і що Океанія, у найширшому розумінні, охоплює всі території Тихого океану, які не входять до Меланезії, Мікронезії та Полінезії. The World Factbook і Організація Об'єднаних Націй класифікують Океанію/Тихоокеанський регіон як один із семи основних континентальних підрозділів світу, і дві організації вважають, що він політично охоплює Американське Самоа, Австралію, острів Різдва, Кокосові (Кілінг) острови, Кука Острови, Федеративні Штати Мікронезії, Французька Полінезія, Фіджі, Гуам, Кірибаті, Маршаллові Острови, Науру, Нова Каледонія, Нова Зеландія, Ніуе, Острів Норфолк, Північні Маріанські Острови, Палау, Папуа Нова Гвінея, Острови Піткерн, Самоа, Соломонові Острови, Токелау, Тонга, Тувалу, Вануату, Волліс і Футуна та Віддалені Малі острови США.
З 1950-х років багато (особливо в англомовних країнах) розглядали Австралію як сушу розміром з континент, хоча іноді її все ще розглядають як острів Тихого океану або як континент і острів Тихого океану. Австралія є членом-засновником Форуму тихоокеанських островів, який зараз визнано головним керівним органом регіону Океанії. Він функціонує як торговий блок і займається питаннями оборони, на відміну від Тихоокеанського співтовариства, яке включає більшість тих самих членів. До 2021 року Форум тихоокеанських островів включав усі суверенні тихоокеанські острівні держави, такі як Федеративні Штати Мікронезії, Фіджі та Тонга, на додаток до залежних країн, таких як Американське Самоа, Французька Полінезія та Гуам. Острови, які були повністю інтегровані в інші країни, включаючи острів Пасхи (Чилі) і Гаваї (Сполучені Штати), також виявили зацікавленість у приєднанні. Тоні де Брум, міністр закордонних справ Маршаллових Островів, заявив у 2014 році: «Австралія не тільки є нашим старшим братом на півдні, Австралія є членом Форуму тихоокеанських островів, а Австралія є тихоокеанським островом, великим островом, але тихоокеанським острів». Японія та деякі країни Малайського архіпелагу (включаючи Східний Тимор, Індонезію та Філіппіни) мають представництво у Форумі тихоокеанських островів, але жодна з них не є повноправним членом. Країни Малайського архіпелагу мають власну регіональну керівну організацію під назвою АСЕАН, яка включає материкові країни Південно-Східної Азії, такі як В'єтнам і Таїланд. У липні 2019 року на першій індонезійській виставці, що відбулася в Окленді, Індонезія запустила свою програму «Pacific Elevation», яка охоплюватиме нову еру активної взаємодії з регіоном, причому країна також використала цю подію, щоб стверджувати, що Індонезія культурно та етнічно пов'язані з островами Тихого океану. У заході взяли участь високопоставлені особи з Австралії, Нової Зеландії та деяких острівних країн Тихого океану.

## Відносини з рештою світу
Історик Клер Ло зазначає, що тихоокеанські острівні простори часто перебували на окраїні історичних подій, на відміну від великих держав, які лежать на узбережжі Тихого океану, таких як Китай і Сполучені Штати, які сформували у XXI столітті Азійсько-Тихоокеанський регіон. «Острови океану, іноді крихітні, розкидані в безмежжі моря (…) завжди здаються (…) завжди трохи поза межами, „поза часом“ і великою логікою глобалізації ».